# اچ‌ام‌اس دوبلین (۱۹۱۲)
اچ‌ام‌اس دوبلین (۱۹۱۲) (به انگلیسی: HMS Dublin (1912)) یک کشتی بود که طول آن ۴۵۷ فوت (۱۳۹٫۳ متر) بود. این کشتی در سال ۱۹۱۲ ساخته شد.